# Luma chequen
Luma Chequen  é uma planta nativa da região dos Andes entre o Chile e a Argentina é uma espécie arbustiva, sendo raramente encontrada sob forma arbórea, de folhas resistentes.